# Міка (стадіон)
Стадіон «Міка» (вірм. մարզադաշտ „Միկա“) — багатоцільовий стадіон в місті Єревані. Домашня арена клубу «Міка». Стадіон побудований на місці напівзруйнованого стадіону «Аракс». Місткість — 7000 глядачів.